# Левановка
Левановка — фестиваль современной драматургии, проводящийся в Самаре раз в два года. Посвящён памяти российского драматурга Вадима Леванова.

## Вадим Леванов

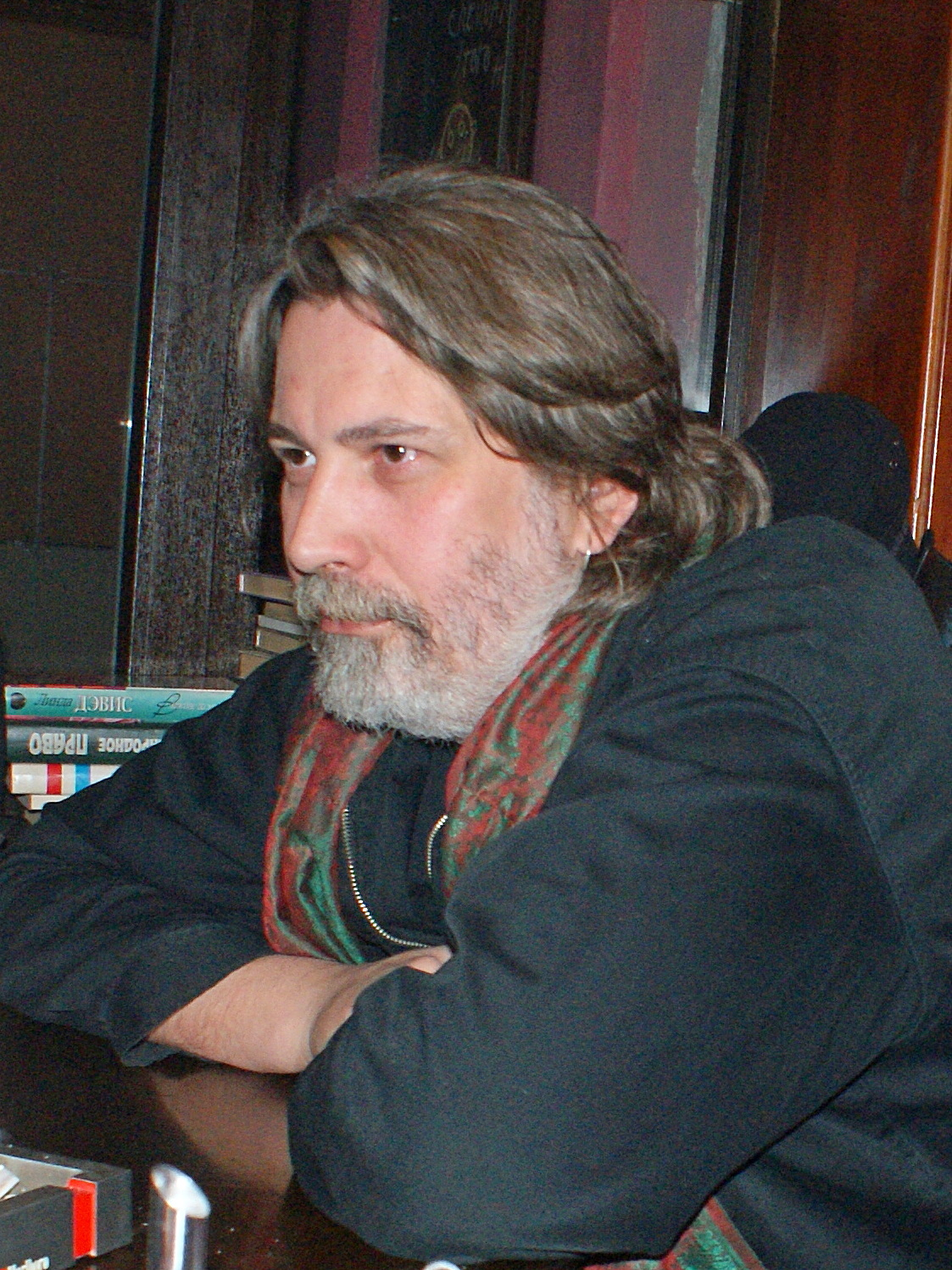
Вадим Леванов

Вадим Леванов (1967—2011) — российский прозаик, драматург, режиссёр, педагог и культуртрегер. Один из видных представителей «Новой драмы», автор более сорока пьес, поставленных в различных городах России и Европы, создатель тольяттинской школы драматургии, давшей российскому театру много известных имён и произведений. Член Союза российских писателей, Союза писателей Москвы, Международного литфонда, Тольяттинской писательской организации. Умер в декабре 2011 года от рака.

## Фестиваль

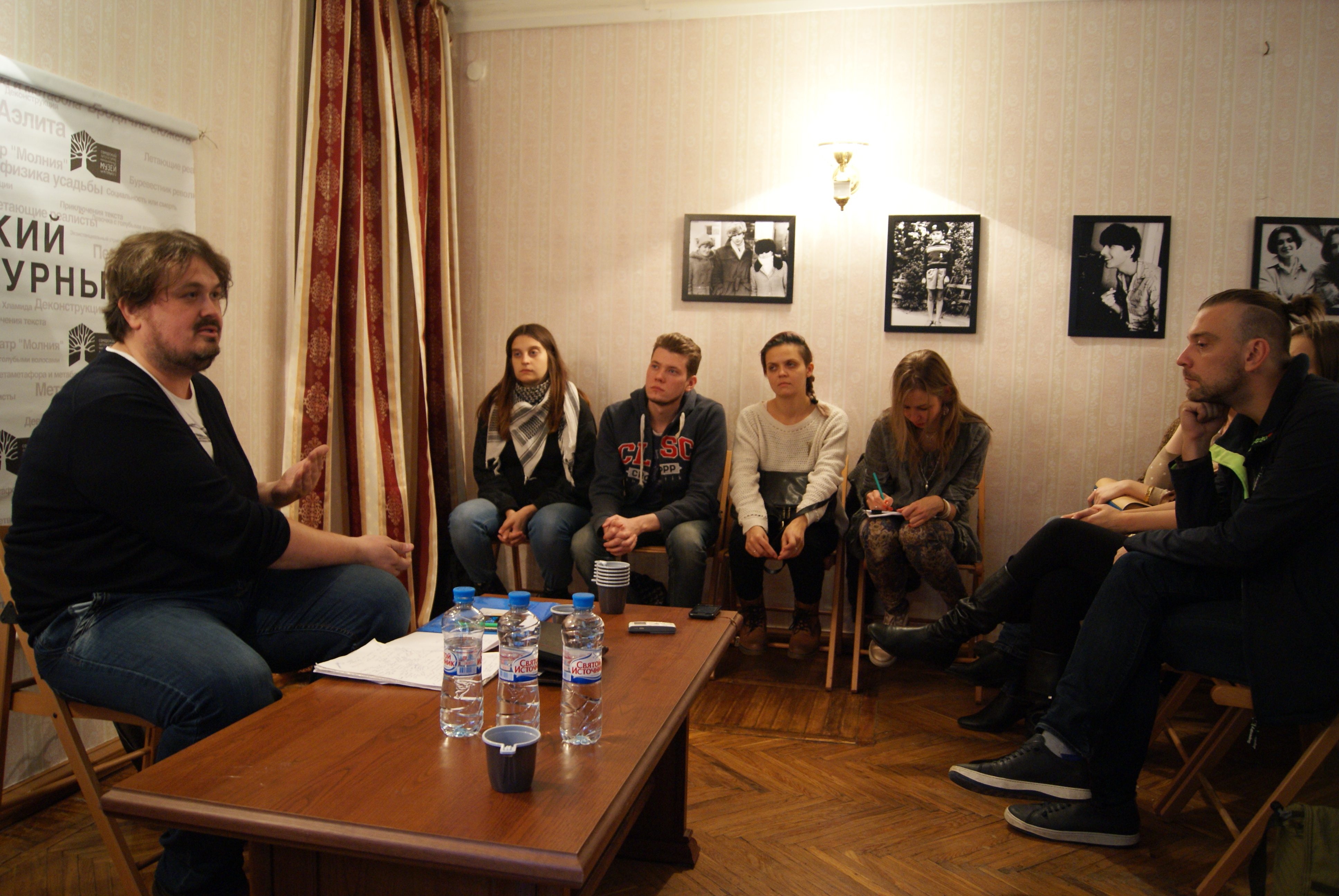
Павел Руднев на фестивале «Левановка» 2015 года

Из желания почтить память учителя и друга появился театральный фестиваль современной драматургии. В 2013 году в Самаре прошла первая «Левановка», с авторскими читками новых пьес, мастер-классами и дискуссиями по актуальным театральным вопросам. Фестиваль организовали люди, близко знавшие Леванова, он стал частью I Самарской литературной биеннале, организованной Самарским литературным музеем.
Программу фестиваля собрала искусствовед Мария Сизова, защитившая первую в России кандидатскую по тольяттинской драматургии, приехали ученики Леванова: Вячеслав и Михаил Дурненковы, Юрий Клавдиев, Герман Греков. Литературных критиков представляла специалист по современной драматургии, эксперт «Золотой маски» Кристина Матвиенко. Как сказал на фестивале Михаил Дурненков: «Для меня это вопрос непрекращающейся дружбы с Вадимом — быть здесь, я приезжаю к нему». Друг и однокурсник Леванова Вячеслав Смирнов представил посмертно изданный сборник пьес Леванова. Читки проводились студентами СГАКИ, артистов самарских театров «СамАрт» и «Камерная сцена». Так как фестиваль организовывался на базе музея, а не театра, то привлечь финансирование для театральной части фестиваля не удалось, организаторы ограничились литературной составляющей драматургии.
Фестиваль сразу стал заметным и значимым событием в культурной жизни Самары. Было решено проводить «Левановку» регулярно, раз в два года. Родители драматурга первоначально возражали против такого названия, предлагая просто посвятить фестиваль памяти сына, но появившееся по аналогии с «Любимовкой» название прижилось.
В 2017 году программа фестиваля расширилась, появилась театральная часть. Фестиваль получил поддержку администрации Самары и фонда Потанина. В мероприятии участвовали Михаил Дурненков, Юрий Клавдиев и театроведы и критики Наталья Скороход и Кристина Матвиенко. Вячеслав Смирнов подготовил к третьей «Левановке» полное собрание сочинений писателя.
В 2019 году президентский грант на проведение фестиваля получил «Уместный театр», это позволило включить в программу мероприятия помимо традиционных читок также и эскизы, и спектакли. В постановках перед зрителями появлялись актёры театров «Город», «Уместный театр», Самарского академического театра драмы, Молодёжного драматического театра Тольятти, и тольяттинского же театра «Дилижанс». Также в рамках фестиваля прошёл научно-практический семинар «Новейшая драма рубежа XX—XXI веков. Современная драматургия и возможности её интерпретации» под руководством Татьяны Журчевой, появившийся ещё в 2008 году при участии самого Вадима Леванова.